# Lagune Kara
Pour les articles homonymes, voir Kara.
La laguna Kara est située dans la province de Nor Lípez du département de Potosí, en Bolivie. Elle est située à une altitude de 4 522 m et sa superficie est de 13 km2.